# Salterio Ginebrino

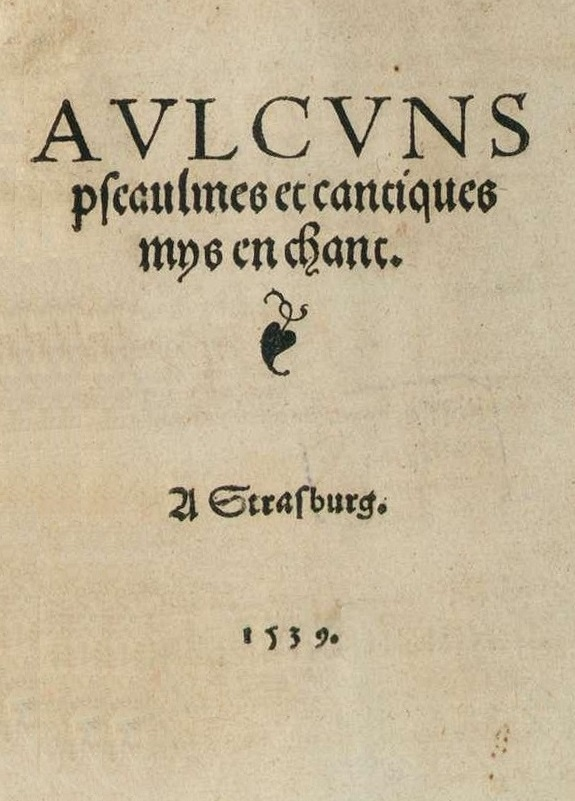
Portada de la primera edición del Salterio de Estrasburgo de 1539

El Salterio ginebrino, también conocido como El Salterio Hugonoter, es un salterio métrico en francés que fue creado bajo la supervisión de Juan Calvino durante el siglo XVI para ser utilizado en el uso litúrgico de las iglesias reformadas de la ciudad de Ginebra.

## Antecedentes
Antes de la Reforma protestante, solo un grupo selecto de intérpretes cantaba los salmos durante los servicios religiosos, en lugar de toda la congregación. Sin embargo, Juan Calvino sostenía que todos los miembros de la congregación debían participar en la alabanza a Dios durante el culto y, en su famosa obra Institutos de la Religión Cristiana de 1536, discutió la importancia de cantar salmos. En los artículos que establecían la organización de la iglesia y su culto en Ginebra, fechados el 16 de enero de 1537, Calvino escribió: "Es muy conveniente para la edificación de la iglesia cantar algunos salmos en forma de oraciones públicas, por medio de las cuales se ruega a Dios o se cantan sus alabanzas, para que los corazones de todos puedan ser despertados y estimulados a hacer oraciones similares y a rendir alabanzas y gracias similares a Dios con un amor común". Debido a esta creencia, Calvino quería crear un cancionero de himnos basados en los salmos, con la idea de que de esta manera estos textos bíblicos serían más fácilmente accesibles para el pueblo.
Juan Calvino se trasladó a Estrasburgo en 1538 después de ser obligado a abandonar Ginebra. Allí, se unió a la congregación hugonote y lideró varios cultos. Durante su tiempo en Estrasburgo, Calvino se familiarizó con la versificación alemana de los salmos realizada por Martín Lutero y otros. Además, compartió estos cantos con su congregación francesa y escribió algunas versificaciones métricas para ellos. Sin embargo, Calvino consideró que sus propias versiones de los salmos no eran de suficiente calidad y recurrió al poeta de la corte francesa Clément Marot, quien ya había versificado la mayoría de los salmos en francés durante el primer siglo XVI.

## Ediciones

### Edición de 1539
La primera edición del Salterio de Calvino, titulada "Aulcuns Pseaulmes et cantiques mys en chant" (Algunos salmos e himnos rimados para ser cantados), fue publicada en 1539. El libro incluía 18 salmos e himnos musicados, entre ellos 12 versificaciones de Marot (1, 2, 3, 15, 32, 51, 103, 114, 115, 130, 137, 143), seis salmos de Calvino (25, 36, 46, 91, 113, 138), los Diez Mandamientos, el Cantar de Simeón y el Credo de los Apóstoles. Las melodías utilizadas en la mayoría de los himnos eran conocidas en la iglesia alemana de Estrasburgo (Strasburg) en ese momento y algunas de ellas pueden haber sido compuestas por Wolfgang Dachstein o Matthias Greiter.

### Edición de 1542
Calvino regresó a Ginebra en 1541 y publicó una colección de salmos titulada "Les Pseaumes mis en rime francoise par Clément Marot et Théodore de Béze" en 1542. Esta edición contó con la colaboración de Guillaume Franc, cantor y profesor de música en Ginebra, que proporcionó numerosas melodías, incluyendo las de los Salmos 6, 8, 19, 22, 24 (también utilizada para los Salmos 62, 95 y 111) y 38. Esta colección de salmos en versión francesa fue redactada por Clément Marot y Théodore de Béze.

### Edición de 1543
El poeta francés Clément Marot se trasladó a Ginebra en 1543, donde realizó versiones rimadas de otros 19 salmos y del Cantar de Simeón. Sin embargo, debido a una disputa con el Consejo de la Ciudad acerca de la publicación de su trabajo titulado "La Forme des Prieres et Chantz ecclesiastiques", que incluía una versión rimada de la Salutación Angélica, Marot decidió abandonar Ginebra y se mudó a Turín, donde falleció en el otoño de 1544. A pesar de que Juan Calvino había deseado que completara su proyecto en Ginebra, Marot no pudo verlo a su término debido a su partida temprana. Su trabajo fue continuado posteriormente por Théodore de Bèze, mientras que las melodías de los nuevos salmos fueron compuestas por Guillaume Franc.

### Edición de 1551
Esta colección compuesta por 83 salmos, titulada Pseaumes Octante Trois de David (Ochenta y tres salmos de David), fue publicada en Ginebra, Suiza, por el editor Jean Crispin en el otoño de 1551. Esta edición incluye 49 salmos traducidos por Marot y 34 salmos traducidos por de Bèze. La nueva colección fue publicada en Ginebra por Jean Crispin en otoño de 1551. Loys Bourgeois fue el compositor supervisor de la colección y se cree que compuso la mayoría de las nuevas melodías incluidas en ella. El Salterio de Ginebra es conocido por ser la primera versión de la melodía de himno "Old 100th", que hoy en día se utiliza para el Salmo 100 ("Todos los pueblos que habitan la tierra"), pero que en la edición original se asociaba con el Salmo 134 (Ecce nunc benedicite Dominum).

### Edición de 1562
El Salterio completo, publicado en 1562 contenía versiones rimadas de los 150 salmos bíblicos. Algunas de las melodías anteriores fueron reemplazadas con nuevas composiciones, mientras que otras se atribuyen a un músico conocido como Maistre Pierre, posiblemente Pierre Davantès. Las últimas 40 melodías del salterio fueron compuestas por este individuo. Además, las letras de las canciones del salterio fueron revisadas y, en algunos casos, reemplazadas por nuevas versiones redactadas por Marot y de Bèze.

### Ediciones desde 1587
En el año 1587, Theodore de Bèze y Corneille Bonaventure Bertram llevaron a cabo una leve revisión del Salterio. Las versiones posteriores del Salterio de Ginebra se basaron en esta versión revisada, que se consideró oficial.

## Uso mundial
Estas melodías, compuestas principalmente por Louis Bourgeois, conocida como "La antigua centésima" o la "Doxología", se hicieron extremadamente populares en la época y han sido utilizadas ampliamente en iglesias de todo el mundo. Esta melodía es ampliamente empleada en himnarios de iglesias de todo el mundo y ha sido traducida a numerosos idiomas. Además de la "Doxología", muchas otras melodías del Salterio ginebrino siguen siendo utilizadas en las iglesias reformadas de los Países Bajos, Bélgica, Alemania, Hungría, Escocia, Canadá, Estados Unidos, Sudáfrica y Australia.
Las Iglesias Reformadas de Brasil también están trabajando en una traducción de los salmos para ser cantados con las melodías ginebrinas.
En los Países Bajos, durante el siglo XVI, Jan Utenhove y Lukas d'Heere realizaron una traducción de los Salmos utilizando melodías procedentes del Salterio de Ginebra. En 1565, Petrus Dathenus publicó una traducción completa del Salterio al holandés, también siguiendo las melodías del Salterio ginebrino. Con el tiempo, este Salterio se convirtió en el himnario oficial de las iglesias reformadas del país. Dado que estaba prohibido el uso de coros y órganos de tubos en estas iglesias, el precentor tenía la tarea de enseñar y entonar las melodías a la congregación. Esto llevó a un deterioro en la calidad del canto de los himnos y a que las melodías renacentistas se cantaran solo con "notas enteras", eliminando el ritmo original de la música. Con la generalización del uso de coros y órganos de tubos, esta práctica fue desapareciendo, aunque algunas iglesias más ortodoxas siguieron utilizando la tradición de las notas enteras. En 1773 se introdujo una nueva traducción del Salterio, y nuevamente en 1967. Los Países Bajos han desarrollado una rica cultura musical en torno al Salterio de Ginebra, especialmente durante los siglos XIX y XX, con organistas holandeses de renombre como Jan Zwart, Feike Asma y Willem Hendrik Zwart, quienes publicaron sus propias interpretaciones musicales de las melodías y las emplearon con frecuencia en improvisaciones para órgano.
Aunque es comúnmente utilizado en iglesias de Ginebra, también ha sido adoptado por algunas iglesias reformadas en Norteamérica y Sudáfrica. En Norteamérica, muchas de las iglesias reformadas fundadas por inmigrantes holandeses utilizan el Salterio ginebrino, y en Canadá, las iglesias reformadas aún lo utilizan en su totalidad. Además, en Sudáfrica, las iglesias reformadas fundadas por colonos holandeses también han adoptado algunas de las melodías del Salterio ginebrino, especialmente con versificaciones en afrikáans del poeta del siglo XX Totius. Es importante mencionar que, en ambos casos, se ha creado una versión en inglés del Salterio ginebrino, conocida como el Salterio Anglo-Ginebrino, que es utilizada por las iglesias reformadas en estos países.
Los himnarios alemanes de la Evangelisch Reformierte Kirche contienen una amplia selección de melodías de salmos ginebrinos, que también son encontradas en otros himnarios protestantes de Alemania. Algunas de estas melodías también son utilizadas en himnarios católicos en uso en Alemania. Es importante destacar que estas melodías de salmos ginebrinos son una parte importante de la tradición litúrgica y musical de estas iglesias y son utilizadas en la celebración de servicios religiosos y otras ocasiones.

## Significado histórico

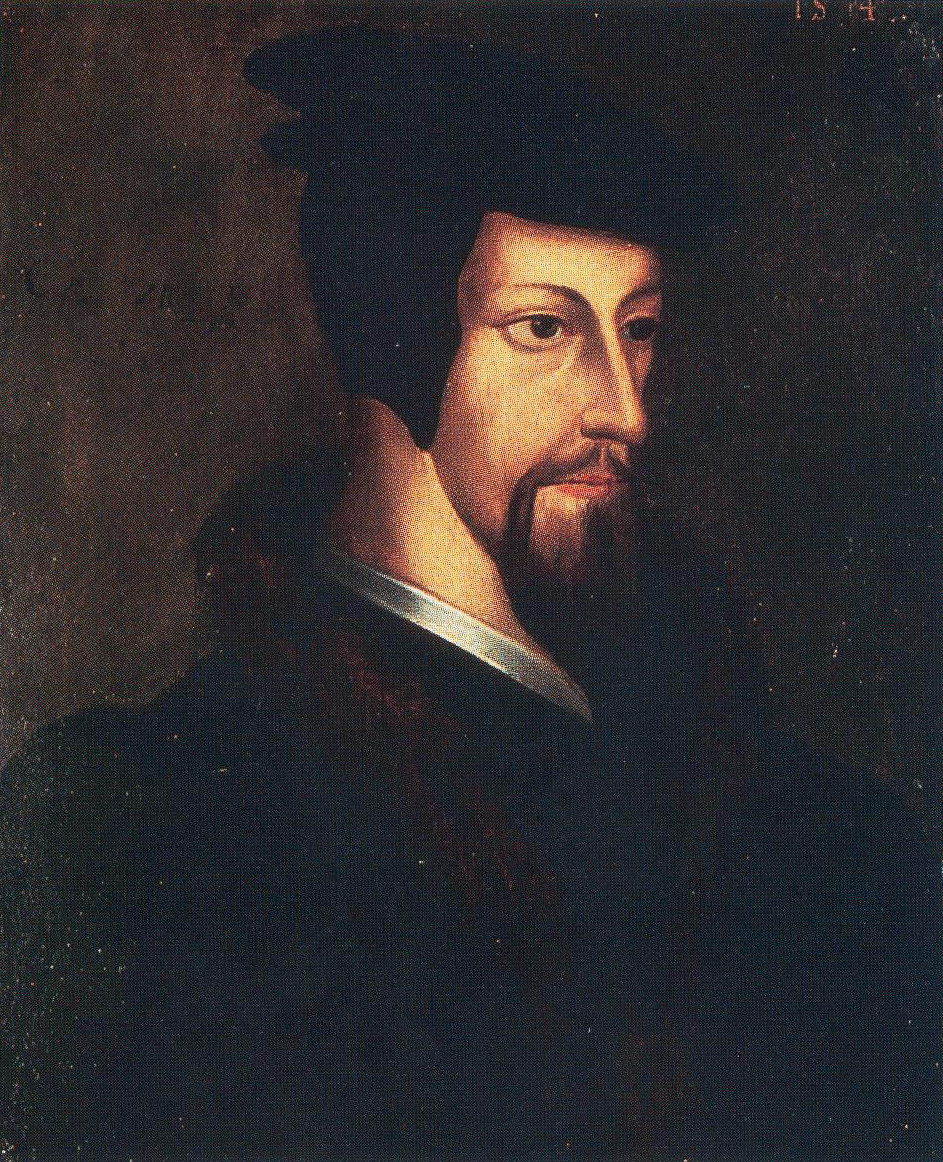
Retrato de Juan Calvino (1509-1564).

El Salterio ginebrino es utilizado principalmente en las iglesias calvinistas. Una de las consecuencias de esto es que en dichas iglesias, el canto se realiza principalmente en unísono. Las armonías y las interpretaciones instrumentales solo se utilizan en conciertos o en el hogar, lo que explica por qué hay menos arreglos musicales basados en las melodías de los salmos ginebrinos en comparación con otras tradiciones eclesiásticas. Las armonías más conocidas basadas en el Salterio ginebrino son las versiones corales a cuatro voces compuestas por Claude Goudimel. Menos conocidas son las composiciones de Claude Le Jeune de la misma época y los arreglos de Clément Janequin y Paschal de l'Estocart. El compositor neerlandés Jan Pieterszoon Sweelinck escribió motetes para cuatro a ocho voces para todos los salmos, algunos de los cuales están compuestos completamente, incluyendo todos los versículos, así como una serie de variaciones de salmos para órgano. Anthonie van Noordt, otro compositor holandés, también escribió obras para órgano basadas en estas melodías en un estilo similar. Orlando di Lasso, junto con su hijo Rodolpho, compuso interpretaciones a tres voces de los salmos de Caspar Ulenberg, cuyas melodías se basaban principalmente en las melodías ginebrinas. En el norte de Alemania, Paul Siefert, alumno de Sweelinck, compuso dos volúmenes de motetes de salmos.
El músico polaco Wojciech Bobowski, también conocido como Ali Ufki tras su conversión al Islam, realizó una adaptación de los catorce primeros salmos al sistema de afinación turco, creando textos en turco que se ajustaban a las melodías ginebrinas. Además, el compositor judío italiano Salamone Rossi compuso motetes inspirados en las melodías ginebrinas.
Gran parte de la colección de salmos del Salmo ginebrino, fueron traducidos al alemán y conservados en su forma original, incluyendo sus melodías. Un ejemplo de esto es "Mein ganzes Herz erhebet dich", una paráfrasis del salmo 138 que ha sido modificada y adoptada por himnarios luteranos, protestantes y católicos. Estas melodías han sido utilizadas por famosos compositores como Johann Sebastian Bach y han sido una fuente de inspiración para músicos más recientes, como Zoltán Kodály, Frank Martin y Arthur Honegger.
Aproximadamente doce años después de la primera publicación del Salterio ginebrino en 1573, el jurisconsulto Ambrosius Lobwasser publicó su propia versión del Salterio, conocida como el Salterio Lobwasser. Esta traducción fue utilizada en el culto público de las iglesias reformadas de ciudades como Zúrich. Además, el Salterio de Lobwasser sirvió como modelo para las traducciones checas y húngaras de los salmos ginebrinos.
Jiří Strejc (también conocido como Georg Vetter), nacido en 1536 en el pueblo moravo de Zábřeh, fue un ministro de la Unidad de los Hermanos y heredero eclesiástico del prerreformador Jan Hus (c. 1369-1415). Durante su vida, preparó una edición checa de los Salmos ginebrinos, la cual todavía se utilizaba a finales del siglo XIX. Strejc falleció en 1599.
El poeta húngaro Albert Szenczi Molnár es conocido por haber traducido y versificado los salmos en lengua húngara. Estas traducciones todavía son utilizadas en las congregaciones de la Iglesia Reformada en las Tierras de la Corona de San Esteban, un territorio que incluye Hungría, Rumanía y Ucrania. Actualmente, estos salmos siguen siendo cantados en dichas congregaciones.
La Iglesia Reformada en Japón ha realizado una traducción de todos los 150 salmos para ser cantados con las melodías genevanas, y esta Psalmodia Genevana Japonesa ha sido grabada por miembros del Bach Collegium Japan dirigidos por Masaaki Suzuki.

## Melodías

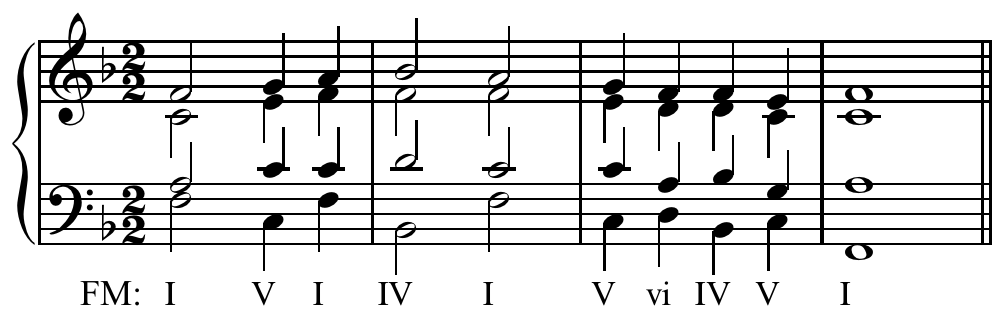
Arreglo homorrítmico (es decir, estilo himno) de la melodía "Old 124th", del Salterio de Ginebra. </img>

En la edición completa de 1562 del libro de salmos, se utilizaron un total de 124 melodías para los 150 salmos contenidos en él. De estas melodías, 15 aparecieron repetidas dos veces, cuatro aparecieron tres veces y una apareció cuatro veces, en las siguientes combinaciones específicas:
- Salmo 5 y 64
- Salmo 14 y 53
- Salmo 17, 63 y 70
- Salmo 18 y 144
- Salmo 24, 62, 95 y 111
- Salmo 28 y 109
- Salmo 30, 76 y 139
- Salmo 31 y 71
- Salmo 33 y 67
- Salmo 36 y 68
- Salmo 46 y 82
- Salmo 51 y 69
- Salmo 60 y 108
- Salmo 65 y 72
- Salmo 66, 98 y 118
- Ssalmo 74 y 116
- Salmo 77 y 86
- Salmo 78 y 90
- Salmo 100, 131 y 142
- Salmo 117 y 127

## Características musicales
Las melodías ginebrinas son un conjunto de composiciones que comparten una serie de elementos estilísticos y formales que las hacen especialmente homogéneas, aunque hayan sido escritas en un período de tiempo relativamente breve por un reducido número de compositores. Entre estas características se encuentra el uso de los modos eclesiásticos, un registro melódico que se mantiene generalmente dentro de una octava, la restricción de los valores de las notas a medias notas y negras (salvo en la nota final), el inicio de todas las melodías con una blanca y su finalización con una breve (también conocida como doble nota entera), la ausencia de compás regular y líneas de compás, y la escasez de melismas (solo presentes en los salmos 2, 6, 10, 13, 91 y 138).

## Ediciones
- Book of Praise, Anglo-Genevan Psalter ,ISBN 0-88756-029-6
- Pierre Pidoux, Le Psautier Huguenot, VOL I
- Pierre Pidoux, Le Psautier Huguenot, VOL II